# 왕태윤
왕태윤(1969년 10월 25일 ~ )은 대한민국의 복지기관단체인이다. 현재 스파인2000의 대표이사를 맡고 있다.